# Drepanopodus costatus
Drepanopodus costatus är en skalbaggsart som beskrevs av Christian Rudolph Wilhelm Wiedemann 1823. Drepanopodus costatus ingår i släktet Drepanopodus och familjen bladhorningar. Inga underarter finns listade i Catalogue of Life.